# Tab (soda)
Pour les articles homonymes, voir Tab.
Tab (stylisé en TaB) est une boisson gazeuse sans sucre créée par The Coca-Cola Company en 1963 et retirée du marché en 2020. Première boisson diététique de l'entreprise, elle est populaire  dans les années 1960 et 1970 comme alternative au Coca-Cola, et connait plusieurs variantes, y compris un certain nombre de versions aromatisées aux fruits, à la racinette, et au soda au gingembre. Des variantes incolores et sans caféine sont lancées fin des années 1980 et début des années 1990.
À la suite d'études menées au début des années 1970 établissant un lien entre la saccharine, le principal édulcorant de Tab, et le cancer de la vessie chez le rat, le Congrès des États-Unis a imposé des étiquettes d'avertissement sur les produits contenant cet édulcorant. L'exigence d'étiquetage a ensuite été abrogée lorsqu'aucune plausibilité n'a été trouvée pour que la saccharine provoque le cancer chez l'homme.
La popularité de Tab a déclinée après l'introduction du Coca-Cola light par la société Coca-Cola en 1982, bien qu'il soit resté le soda light le plus vendu de cette année-là. Coca-Cola a continué à produire du Tab aux États-Unis, bien qu'en quantités considérablement inférieures à celles de ses boissons principales les plus populaires. Selon l'entreprise, trois millions de caisses de Tab ont été produites en 2011, et la boisson a conservé un public fidèle. En 2006, une boisson énergisante nommée Tab Energy (en) a été lancée, bien qu'elle utilise une formule différente du cola standard. Coca-Cola a cessé la production du Tab fin 2020.

## Histoire
Tab est créé en 1963 par Coca-Cola après le succès des ventes et de la commercialisation du cola Diet Rite (en) par la Royal Crown. Auparavant, Diet Rite était le seul soda sans sucre sur le marché. Tab est commercialisé auprès des consommateurs qui souhaitent « garder un œil » sur leur poids,.
Le département d'études marketing de Coca-Cola a utilisé son ordinateur IBM 1401 pour générer une liste de plus de 185 000 mots de quatre lettres avec une voyelle, en ajoutant les noms suggérés par le personnel de l'entreprise, et en supprimant tous les mots jugés imprononçables ou trop similaires aux marques existantes. Parmi une liste finale d'une vingtaine de noms, « Tabb » a été choisi, influencé par d'éventuels jeux de mots, et raccourci en « Tab » au cours du développement. Le concepteur d'emballage Robert Sidney Dickens a entouré le nom de majuscules (« TaB ») pour le logo et a créé un nouveau design de bouteille pour la boisson gazeuse.
Pendant un certain temps dans les années 1970, Coca-Cola a introduit six saveurs variées de Tab (qui étaient toutes également sans sucre) : racinette, citron et citron vert, soda au gingembre, cerise noire, fraise, et orange. Une version sans caféine de la saveur originale Tab est introduite en 1983, aux côtés des versions sans caféine de Coca-Cola et Coca-Cola light. Tab Clear (en), une version icolore, est lancée aux États-Unis en 1992, puis au Royaume-Uni et au Japon,. Tab Clear est finalement retiré du marché en 1994.
En 2006, Coca-Cola crée Tab Energy (en). Bien qu'il partage la marque Tab, sa formule est totalement différente de celle du cola standard : il est sucré avec du sucralose et a une saveur aigre et acidulée

### Débat sur le danger de la saccharine

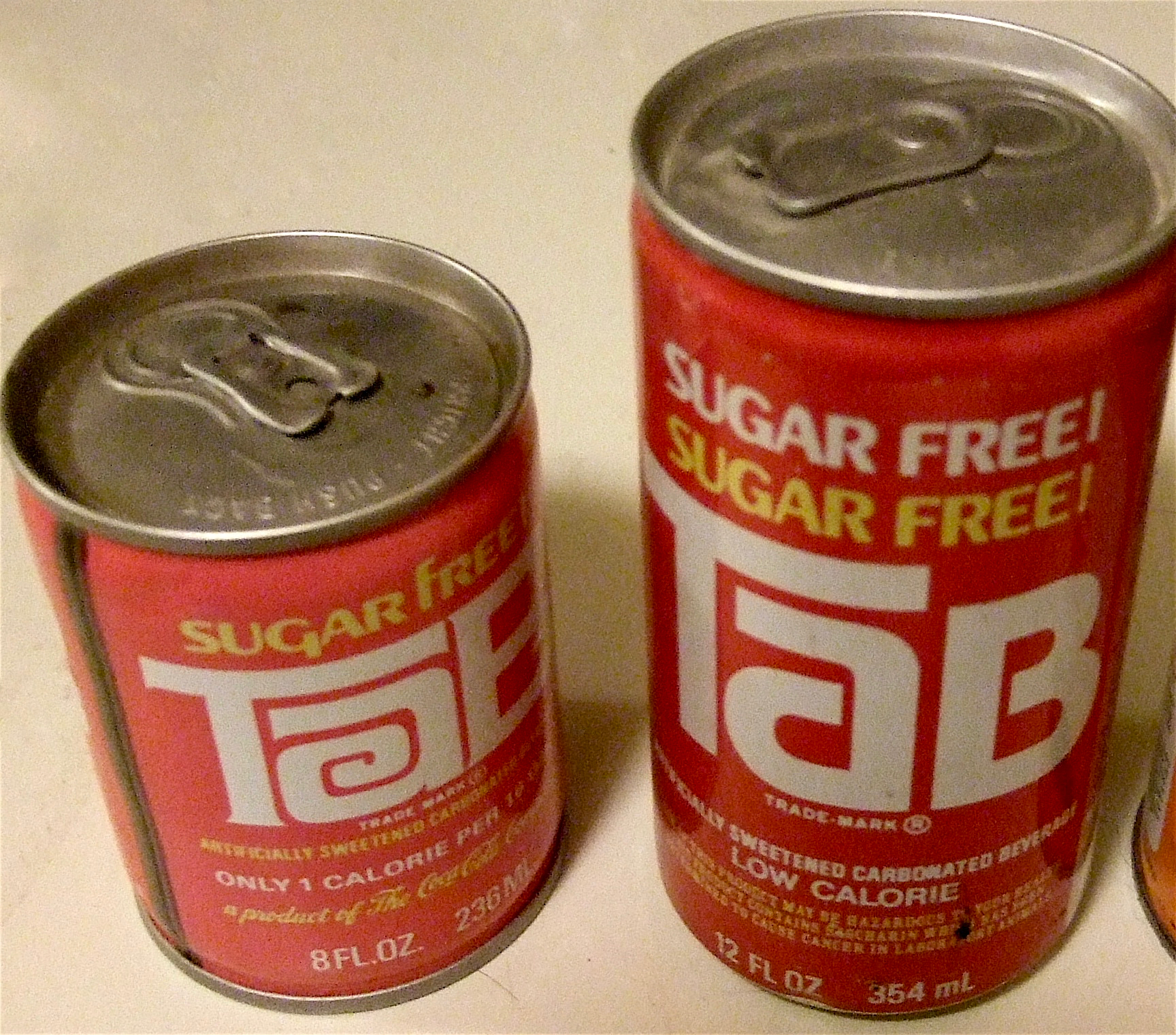
Une cannette début des années 1970 et une de la fin des années 1970 portant l'avertissement sur la saccharine en bas.

Tab a été reformulé plusieurs fois. Il était initialement sucré avec un mélange de cyclamate et de saccharine. Après que la Food and Drug Administration (FDA) ait interdit le cyclamate en 1969, la saccharine sodique a été utilisée comme édulcorant principal de la boisson.
Des études réalisées sur des rats de laboratoire au début des années 1970 ont établi un lien entre des volumes élevés de cyclamate et de saccharine et le développement du cancer de la vessie. En conséquence, le Congrès des États-Unis a ordonné que des études plus approfondies sur la saccharine soient réalisées et que tous les aliments contenant de la saccharine portent une étiquette avertissant qu'il avait été démontré que l'édulcorant provoquait le cancer chez les animaux de laboratoire. Malgré cela, Tab est resté un succès commercial et a été le soda light le plus vendu en 1982. En mai 1984, Coca-Cola a ajouté du NutraSweet dans la formule Tab, ce qui a aliéné une partie importante de son marché et a entraîné de nombreuses plaintes de consommateurs. concernant un changement perçu de saveur.
En l'absence de preuves supplémentaires démontrant que la saccharine provoque le cancer chez l'homme, la substance a été retirée de la liste en 2000 du rapport sur les substances cancérigènes du programme national de toxicologie. Cela a conduit à l'abrogation des exigences relatives à l'étiquetage des avertissements pour les produits contenant de la saccharine. En décembre 2010, l'agence de protection de l’environnement des États-Unis a retiré la saccharine de sa liste de substances dangereuses.

## Disponibilité
La popularité de Tab a commencé à décliner en 1982 avec l'introduction du Coca-Cola-Light, bien que Tab ait conservé une sorte de culte aux États-Unis, où les clients ont acheté environ 3 millions de caisses en 2008,. En 2011, la Coca-Cola Company a indiqué avoir produit environ 3 millions de caisses de Tab cette année-là (contre 885 millions de caisses de Coca-Cola-Light). John Sicher, rédacteur en chef de  Beverage Digest (en), commente en 2013 : « [Tab] a des poches de popularité dans tout le pays. Vous le voyez sur les étagères de New York et de quelques autres endroits. Ce n'est certainement pas une marque que vous trouverez dans la plupart des magasins aux États-Unis. Elle a un public restreint mais dévoué. Coca-Cola a raison de le garder disponible. »

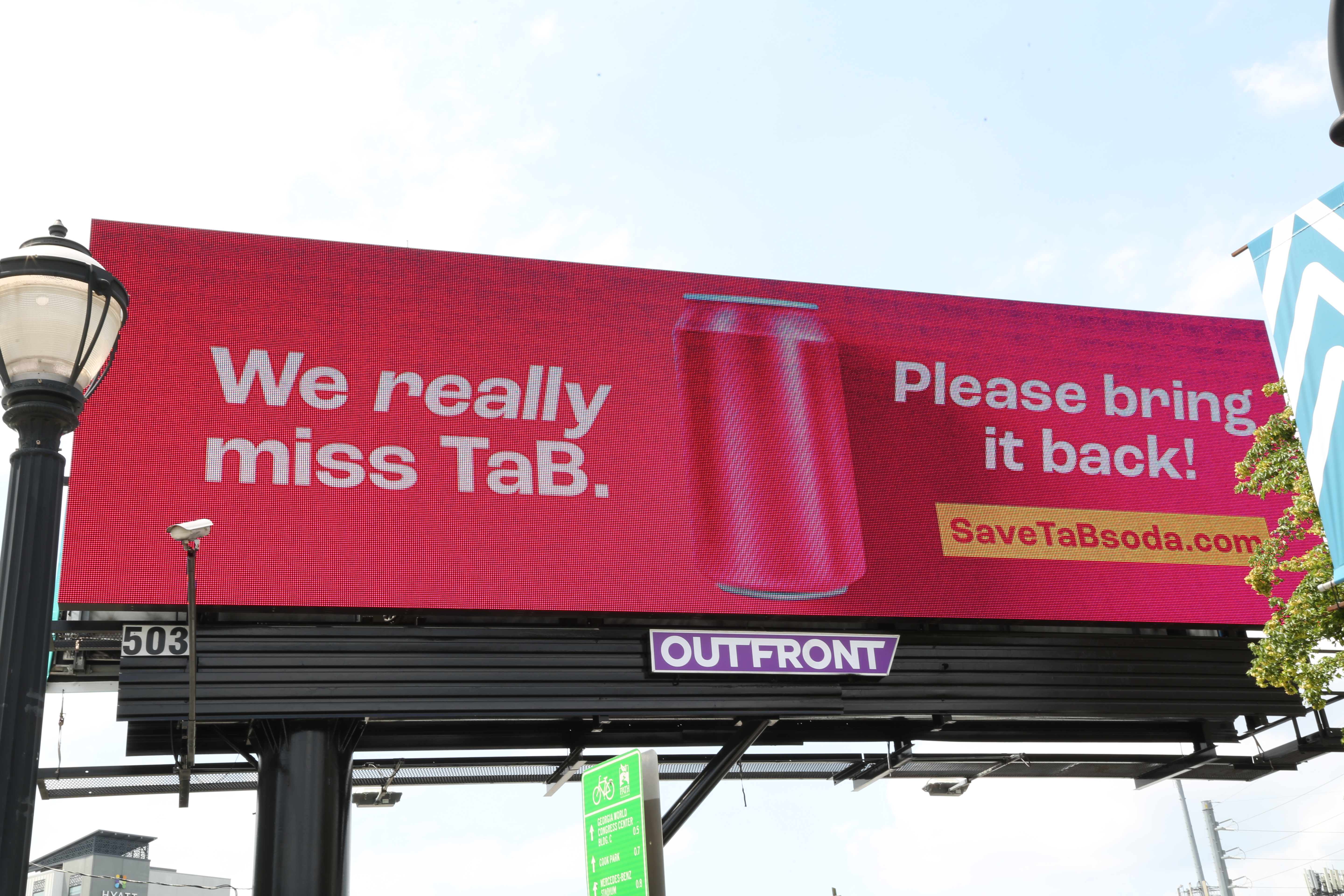
Au cours de l'été 2022, le comité Save Tab Soda a interpellé la société Coca-Cola avec plusieurs panneaux d'affichage pour encourager la renaissance de Tab.

Le produit est également disponible dans les îles Vierges américaines, l'Union douanière d'Afrique australe, en Norvège (sous le nom Tab X-Tra), au Canada, et en Espagne.
Tab était disponible en Australie dans les années 1960 et 1980. Il a également été vendu au Royaume-Uni de la fin des années 1970 au milieu des années 1990.
Dans le cadre de leurs efforts visant à réduire les marques sous-performantes pendant la pandémie de Covid-19, Coca-Cola a annoncé en octobre 2020 qu'elle abandonnait Tab, ainsi que Coca-Cola Life, Delaware Punch (en), Diet Coke Feisty Cherry, Northern Neck Ginger Ale, Diet Northern Neck Ginger Ale, Odwalla et Zico (en)
En juin 2021, Tab était toujours disponible dans les magasins Coca-Cola d'Atlanta, d'Orlando et de Las Vegas ainsi que dans certains endroits de Géorgie.
Début 2021, un groupe de fans de Tab soda a créé le comité Save Tab Soda.

## Variantes
| Nom                                                    | Année de lancement | Notes | Image | Ref.   |
| ------------------------------------------------------ | ------------------ | --- | ----- | ------ |
| Tab                                                    | 1963               | Saveur originale. Édulcoré avec un mélange cyclamate-saccharine lors de sa sortie, mais le cyclamate a été retiré après 1969 et la saccharine est devenue le principal édulcorant. En 1984, le NutraSweet a été ajouté à la formule. |       | [ 4 ]  |
| Tab Strawberry                                         | Années 1970        | Soda light aromatisé à la fraise ; vendu pendant un certain temps dans les années 1970 aux côtés d'autres boissons diététiques utilisant le nom Tab. |       | [ 11 ] |
| Tab Lemon-Lime                                         | Années 1970        | Soda light aromatisé au citron et au citron vert ; vendu pendant un certain temps dans les années 1970 aux côtés d'autres boissons diététiques utilisant le nom Tab. Il s'agit d'un prédécesseur du Sprite Zéro, par lequel il a probablement été remplacé.                                                                                  |       | [ 11 ] |
| Tab Black Cherry                                       | Années 1970        | Soda light aromatisé à la cerise noire ; vendu pendant un certain temps dans les années 1970 aux côtés d'autres boissons diététiques utilisant le nom Tab. |       | [ 11 ] |
| Tab Root Beer                                          | Années 1970        | Racinette sans sucre ; vendu pendant un certain temps dans les années 1970 aux côtés d'autres boissons diététiques utilisant le nom Tab. |       | [ 11 ] |
| Tab Ginger Ale                                         | Années 1970        | Soda au gingembre sans sucre ; vendu pendant un certain temps dans les années 1970 aux côtés d'autres boissons diététiques utilisant le nom Tab. |       | [ 11 ] |
| Tab Orange                                             | Années 1970        | Soda à l'orange sans sucre ; vendu pendant un certain temps dans les années 1970 aux côtés d'autres boissons diététiques utilisant le nom Tab. Il s'agit d'un prédécesseur de Fanta Zéro, lancé au début des années 2000. |       | [ 11 ] |
| Caffeine Free Tab                                      | 1983               | Saveur originale de Tab sans caféine. Il a été vendu dans les années 1980 et a disparu peu de temps après. |       | [ 12 ] |
| Tab Clear (en)                                         | 1992               | Cola light incolore. Il a été vendu pour la première fois aux États-Unis, puis en Australie, au Royaume-Uni et au Japon, et a été retiré du marché au bout d'un an. |       | [ 15 ] |
| Tab (variante de l'Union douanière d'Afrique australe) | Années 1990        | Dans ces pays, Tab utilise une recette différente de celle de l'Espagne et des États-Unis, où il s’agit d'une boisson sans caféine et utilise moins de gazéification. Les régions où l'on peut le trouver sont le Botswana, le Lesotho, la Namibie, l'Afrique du Sud et l'Eswatini.                                                          |       | [ 24 ] |
| Tab X-Tra                                              | 1994               | Une version norvégienne de Tab avec un nom différent, conçue pour concurrencer Pepsi Max dans le pays. Elle a également été vendue en Suède et en Finlande, mais la boisson a été retirée du marché en Suède en 2007 et en Finlande à une date antérieure. Après 2007, elle a été vendue exclusivement en Norvège jusqu'à son arrêt en 2021. |       | [ 26 ] |
| Tab Energy (en)                                        | 2006               | Une boisson énergisante de marque Tab qui utilise une recette totalement différente du cola. Elle a également été vendue au Mexique, en Nouvelle-Zélande et en Espagne, où elle s'appelle Tab Fabulous. |       | [ 16 ] |